# Petroamazonas
Petroamazonas EP fue una empresa estatal ecuatoriana, creada el 18 de diciembre de 2007 para administrar toda la producción petrolera estatal y está enfocada a la exploración y explotación de hidrocarburos. PAM EP, como también se la conoce, tiene su sede en Quito Opera 22 bloques, 19 ubicados en la Cuenca Oriente del Ecuador y tres en la zona del Litoral. El último Bloque adjudicado a su operación es el Campo Bermejo, Bloque 49, que se incorporó a la estatal petrolera el 1 de agosto de 2019.

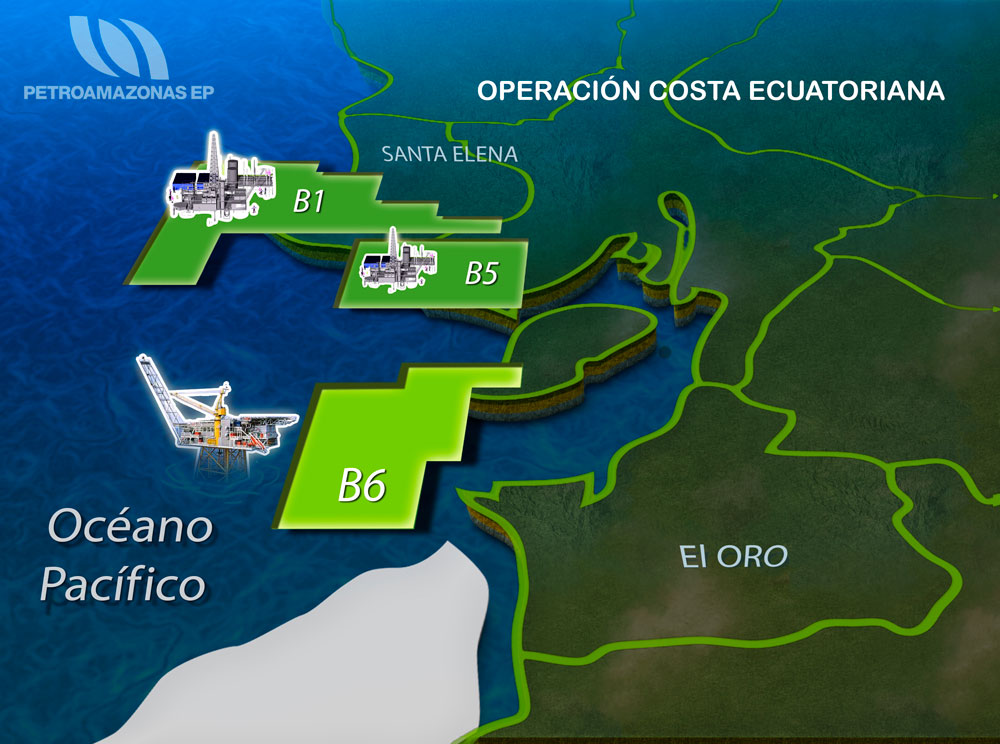
Descripción gráfica de la ubicación de la operación de Petroamazonas EP en la costa ecuatoriana

Petroamazonas EP tiene autonomía presupuestaria, financiera, económica, administrativa y de gestión; creada al amparo de la Ley Orgánica de Empresas Públicas, mediante Decreto Ejecutivo n.º 314 de 6 de abril de 2010, publicado en el Registro Oficial Suplemento n.º 17 del 14 de abril de 2010.

## Gestión empresarial
Varios puntos de su operación cuentan con certificaciones internacionales que avalan su gestión. Beneficia con el Programa de Relaciones Comunitarias a 379 comunidades de su zona de influencia.
Trabaja de manera responsable con el ambiente y las comunidades. Para la intervención y operación en las áreas de influencia de Petroamazonas EP es fundamental el trabajo que realizan las Gerencias de Salud, Seguridad y Ambiente (SSCA) y Relaciones Comunitarias.
Obtiene de forma oportuna las licencias ambientales requeridas por la Ley ecuatoriana para operar, cumpliendo todos los estándares que exigen la normativa y la Constitución. Las comunidades de su zona de influencia mantienen un diálogo permanente y llega a acuerdos para permitir el adecuado trabajo de la empresa en el país.

## Historia
Desde enero de 2010 se inició el proceso de fusión por absorción entre Petroamazonas EP y la Gerencia de Producción de Petroecuador (antes Petroproducción). Desde el 1 de noviembre de 2012, por decreto presidencial, Petroamazonas EP tomó de manera oficial las operaciones de los campos Lago Agrio, Libertador, Shushufindi, Auca, Cuyabeno y operaciones Off Shore de producción de gas natural de los campos Pacoa y Amistad, que eran responsabilidad de la Gerencia de Exploración y Producción de Petroecuador.
A partir del 2 de enero de 2013, fecha en la que se hizo efectivo el decreto, Petroamazonas EP tiene a cargo la operación de 18 bloques petroleros en el oriente y 3 bloques en la costa. Además a esa fecha contaba con un POES (petróleo original en sitio) total de 13946 MMBls y reservas remanentes totales de 1609 MMBls.
Al momento es operadora de 23 bloques, 20 ubicados en la Cuenca Oriente del Ecuador y tres en la zona del Litoral. Aporta con más del 80% de la producción petrolera del país.
Desapareció en diciembre de 2020 al ser absorbida sus funciones por Petroecuador

## Valores, Misión y Visión
Valores
- Integridad y Transparencia
- Solidaridad
- Responsabilidad Social y Ambiental
- Calidad Profesional y Trabajo en Equipo
- Innovación

Misión
Desarrollar actividades estratégicas de exploración y explotación de hidrocarburos, de manera íntegra, eficiente, sustentable y segura, con responsabilidad social y ambiental, bajo el marco de prácticas antisoborno y anticorrupción, con el aporte del mejor talento humano para contribuir al desarrollo energético del Ecuador.
Visión
Ser la Empresa referente del Estado ecuatoriano y líder de la industria de exploración y explotación de hidrocarburos a nivel nacional y regional, por nuestra eficiencia, integridad y confiabilidad, a la vanguardia de la responsabilidad social y ambiental; cumpliendo a cabalidad el principio de Petroamazonas EP respecto a la cero tolerancia ante actos de soborno y corrupción de cualquier índole.

## Hitos recientes

### Desarrollo del Bloque 43
El Bloque 43, ITT, se encuentra ubicado en la provincia de Orellana, sus reservas petroleras certificadas ascienden a 1.672 millones de barriles, que equivalen a 41% de las reservas de crudo del país. La incorporación de este bloque es parte de la política gubernamental de asegurar la soberanía energética del Ecuador en nuevas áreas que serán aprovechadas durante varias décadas.
Petroamazonas EP inició actividades constructivas y de facilidades en el Bloque 43 en agosto de 2014, para su desarrollo obtuvo Licencia Ambiental en mayo de ese mismo año, y sobre esta actividad rige una declaratoria de Interés Nacional por parte de la Asamblea Nacional, aprobada en octubre de 2013.
La proyección de Petroamazonas EP es que el bloque alcance su punto máximo de producción en seis años, con cerca de 300.000 barriles diarios de petróleo. La plataforma Tiputini C, la primera en entrar en producción, al momento, aporta con más de 20.000 barriles de petróleo diarios. El costo de producción por barril será inferior a los USD 12, lo que demuestra la eficiencia alcanzada.
Dando cumplimiento a la legislación y las normativas vigentes, la infraestructura construida en el Bloque 43 aplica tecnología y medidas ambientales que minimizan el impacto en el ecosistema amazónico, tales como la perforación direccional y horizontal, que permite el menor uso de espacio en superficie colocando varios pozos en una misma plataforma. La producción de este bloque se procesa a 80 kilómetros de distancia en la Estación Central de Procesamiento (EPF), fuera del parque nacional Yasuní.
El 31 de octubre de 2019, el Bloque 43 ITT alcanzó un pico de producción de 86.618 barriles diarios de petróleo. 
El 6 de marzo de 2020 Petroamazonas se informó que Petroamazonas adjudicó un contrato de prestación de servicios específicos para la perforación y completación de 24 pozos nuevos en el campo Tambococha, que es parte del bloque 43 Ishpingo, Tambococha y Tiputini (ITT).

### Electrificación de campos petroleros
A fin de disminuir la dependencia de energía autogenerada, los bloques de Petroamazonas se están enlazando al sistema nacional interconectado. En octubre de 2020 se energizó la conexión con el campo Cuyabeno del Bloque 58.